# Giang Châu, Sùng Tả
Giang Châu (江州区, Hán Việt: Giang Châu khu, bính âm: Jiangzhou ku), là một quận nội thành thuộc thành phố cấp địa khu Sùng Tả (崇左市, Chóngzuǒ Shì) của khu tự trị dân tộc Choang Quảng Tây, Trung Quốc. Quận này có diện tích là 2.902 km², dân số năm 2002 là 330.000 người. Quận Giang Châu có các đơn vị hành chính trực thuộc gồm 7 trấn và 2 hương.